# James of Saint George
James of Saint George (ok. 1230 - 1309) – architekt pochodzenia francuskiego, który zaprojektował na zlecenie króla Anglii Edwarda I zamki wchodzące w skład tzw. „żelaznego kręgu zamków walijskich”. Przydomek „Saint George” pochodzi z czasów, kiedy zdobywał doświadczenie budując zamki w południowo-zachodniej Francji, a w szczególności podczas budowy zamku w Saint-Georges-d’Espéranche. Na zlecenie Edwarda I zaprojektował 12 zamków w Walii, w tym zamki w Harlech, Beaumaris, Rhuddlan.